# Okładniczkowate
Okładniczkowate (Solenidae) – rodzina morskich małży z rzędu Veneroida obejmująca około 70 gatunków charakteryzujących się nietypowym dla małży, rurkowatym („scyzorykowatym”) kształtem muszli oraz dużymi uzdolnieniami ruchowymi. Wszystkie gatunki są jadalne, poławia się je w celach konsumpcyjnych. Niektóre z nich są uważane przez smakoszy za najlepsze z małży. W zapisie kopalnym znane są z warstw eocenu. W języku polskim określane są czasem nazwą okładniczki, ale nazwa ta była dawniej stosowana dla kilku rodzajów rodziny Solenidae sensu lato, obecnie klasyfikowanych również w rodzinie Pharidae.

## Występowanie
Okładniczkowate żyją w pełnosłonych morzach strefy tropikalnej i ciepłych rejonach stref umiarkowanych. Nie występują w strefach polarnych ani w chłodnych wodach stref umiarkowanych. Zagrzebują się płytko w piasku lub mule, zwykle w płytkim litoralu, do głębokości 40 m. 

## Budowa i zachowanie
Cienkościenne muszle okładniczek nie są podobne do muszli innych małży. Każda z połówek ma kształt wydłużonej, wąskiej rynienki (kształt wydłużonego prostokąta) o długości od 15 do 185 mm, a złożone razem tworzą spłaszczoną bokami, prostą lub lekko wygiętą rurkę.

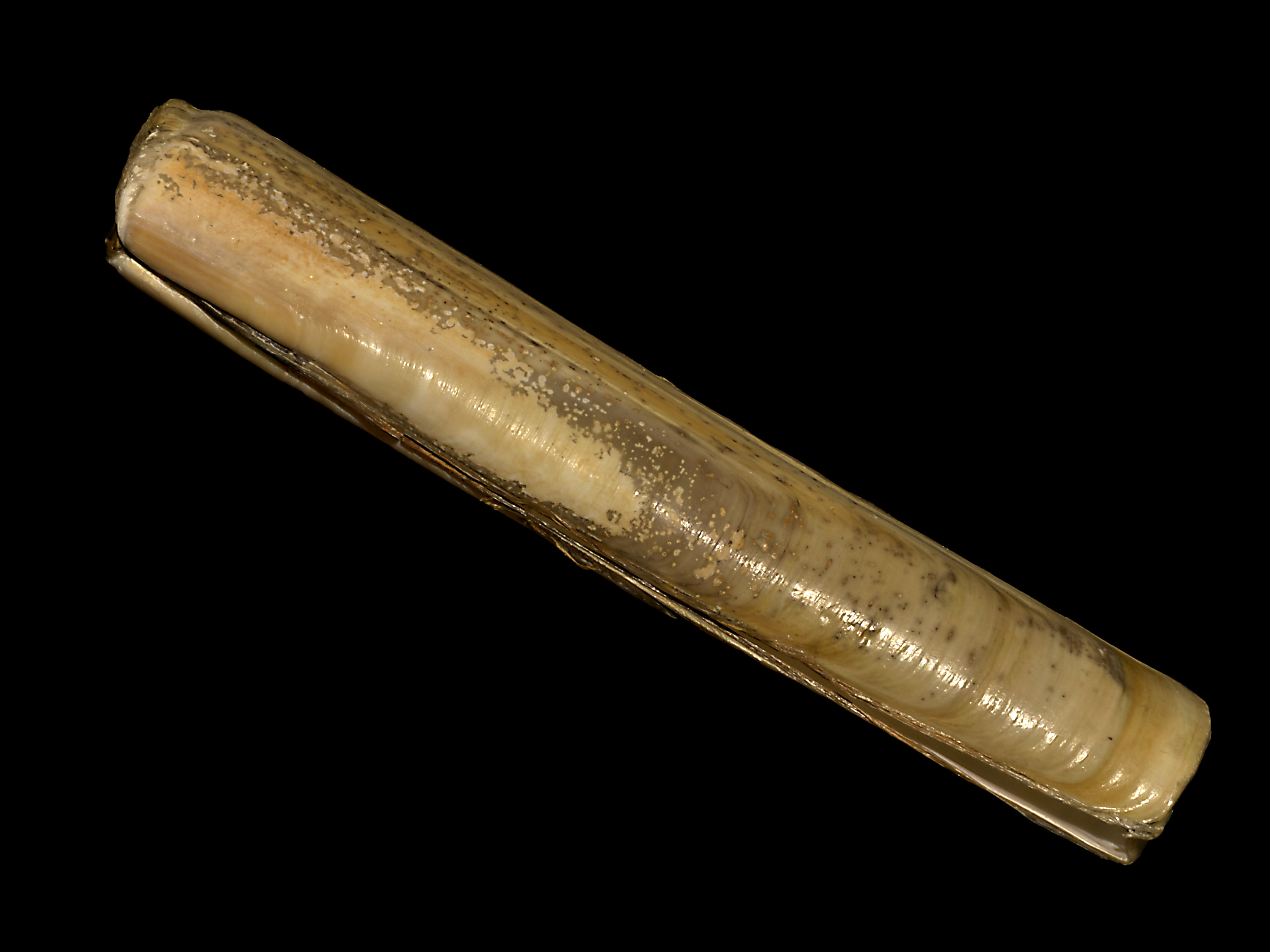
Solen marginatus

Szczyty muszli są mocno przesunięte ku przodowi. Periostrakum jest cienkie i błyszczące. W listwie zamka każdej połówki występuje jeden ząb główny. 
Przez otwór w tylnym końcu rurki wydostają się krótkie syfony, natomiast w przednim końcu lub poprzez szczelinę pomiędzy skorupami – silna i bardzo ruchliwa noga małża, która może wysuwać się na długość zbliżoną do długości muszli. Przy pomocy tak ruchliwej nogi małż może wykonywać po dnie zbiornika skoki na odległość do 1 m lub zakopywać się w podłożu w bardzo krótkim czasie. Sprawnemu zakopywaniu się sprzyja również kształt muszli. Zwierzę wciska długą nogę w miękkie podłoże, następnie jej koniec nabrzmiewa zakotwiczając się, a skurcz nogi wciąga małża w dół. Obserwowano osobniki, które trzema takimi ruchami zdołały całkowicie ukryć się w piasku w ciągu 30 s.
Innym sposobem sprawnego przemieszczania się okładniczek jest gwałtowne wypychanie wody z syfonów. Siła odrzutu przemieszcza małża na odległość do 0,5 m.

## Systematyka
Dawniej rodzina obejmowała kilka rodzajów grupowanych w podrodzinach Cultellinae i Soleninae. Pierwsza z nich jest obecnie włączana do rodziny Pharidae. Gatunki zaliczane obecnie do Solenidae sklasyfikowano w rodzajach:
- Solen
- Solena

Rodzajem typowym rodziny jest Solen.